# Rakamaz
Rakamaz (ukrajinsky Ракамаз, Rakamaz) je město ve východním Maďarsku v župě Szabolcs-Szatmár-Bereg, spadající pod okres Nyíregyháza, těsně u hranic se župou Borsod-Abaúj-Zemplén. Město leží blízko břehu řeky Tiszy. Nachází se asi 22 km severozápadně od Nyíregyházy. V roce 2015 zde žilo 4 374 obyvatel. Podle údajů z roku 2001 zde bylo 95 % obyvatel maďarské a 5 % romské národnosti.
Nejbližšími městy jsou Ibrány, Nyírtelek, Tiszalök a Tokaj. Blízko jsou též obce Balsa, Gávavencsellő, Timár a Tiszanagyfalu.